# Josef Netzer
 (mars 2021).
Si vous disposez d'ouvrages ou d'articles de référence ou si vous connaissez des sites web de qualité traitant du thème abordé ici, merci de compléter l'article en donnant les références utiles à sa vérifiabilité et en les liant à la section « Notes et références ».
Pour les articles homonymes, voir Netzer.
Johann Josef Netzer (né le 18 mars 1808 à Zams, au Tyrol, mort le 28 mai 1864 à Graz) est un compositeur et chef d'orchestre autrichien.

## Biographie
Netzer était l'un des artistes établis du Tyrol, qui ont fait carrière à l'échelle nationale. Il a reçu sa première éducation musicale de son père, Christian Netzer (né le 13 juillet 1775 à Tschengls, mort le 17 juillet 1830 à Zams), professeur d'école et organiste à Zams. Selon les souhaits de ses parents, il doit étudier pour devenir prêtre. Par conséquent, il a été envoyé à l'âge de 12 ans à Innsbruck pour rejoindre l'école secondaire locale. En parallèle, il a reçu des leçons de musique à Musikverein d'Innsbruck (cours de piano avec le père Martin Goller)
En 1827 il décide de se consacrer à la musique et se rend à Vienne, où il reçoit l'enseignement du Domkapellmeister Johann Gänsbacher et du théoricien de la musique Simon Sechter, qui est devenu plus tard professeur d'Anton Bruckner, de 1831 à 1836. Avec Johann Rufinatscha, il était reconnu comme un grand symphoniste de Vienne. Ses premières compositions ont été jouées en 1838 au Hofoperntheater avec un succès tel qu'il composa par la suite la sa symphonie no 2 en mi majeur (1838). L'éditeur de musique Diabelli imprime ses premiers Lieder : An die Laute (NWV 805), An den Mond (NWV 806), Mein Glück (NWV 845), Hakons Lied (NWV 834) et Schneebilder (NWV 852).
Josef Netzer était un ami proche de Franz Schubert et a joué avec lui.
La notoriété de Netzer est principalement due à son opéra Mara, créé à la Cour de Vienne en 1841 et qui a reçu un succès international.
Netzer a travaillé comme chef d'orchestre et compositeur à Vienne, au Theater an der Wien, puis en 1849 à Mayence, au Stadttheater de Leipzig et de 1853 à 1861 au Musikverein für Steiermark de Graz. Netzer est mort en 1864 à Graz.
Sa succession se trouve au Tiroler Landesmuseum Ferdinandeum ; elle est gérée par l'abbaye de Stift Stams. En 2008, pour le 200e anniversaire de sa naissance, le compositeur a été mis à l'honneur pour certains événements,.